# Kosrae-Singstar
Der Kosrae-Singstar (Aplonis corvina), auch als Rabenstar bezeichnet, ist ein ausgestorbener Singvogel aus der Familie der Stare. Er war endemisch in den Bergwäldern auf der zu den Karolinen gehörenden Insel Kosrae im südwestlichen Pazifik.

## Beschreibung
Er erreichte eine Länge zwischen 20 und 25,4 Zentimeter. Er war krähenähnlich, allgemein glänzend schwarz und hatte einen langen gekrümmten Schnabel sowie einen langen Schwanz.

## Aussterben
Der Kosrae-Singstar ist nur durch fünf Exemplare bekannt, die zwischen Dezember 1827 und Januar 1828 erlegt wurden. Drei Bälge befinden sich in der Russischen Akademie der Wissenschaften von Sankt Petersburg und zwei weitere im Museum Naturalis in Leiden. Bereits um das Jahr 1880 konnte eine Expedition unter Leitung von Otto Finsch kein Exemplar mehr nachweisen. Eine weitere Suche der Whitney-Expedition des American Museum of Natural History im Jahre 1931 brachte schließlich die Gewissheit, dass diese Art ausgestorben war. Sein Verschwinden ist vermutlich auf das Nachstellen durch Ratten zurückzuführen (anscheinend hatte er wie der Hopfstar den Fluchtinstinkt verloren), die von vor Kosrae ankernden finnischen Walfangschiffen entkommen konnten und sich auf der Insel ausgebreitet haben.